# William (calciatore 1968)
William César de Oliveira, meglio noto come William (Cuiabá, 17 ottobre 1968), è un ex calciatore brasiliano, di ruolo centrocampista.

## Biografia
Cristiano praticante, vive con sua moglie Eliane Pinheiro ed ha due nipoti, Pedrinho e Thalles.

## Caratteristiche tecniche
Giocava come centrocampista centrale.

## Carriera

### Club
Ha legato la sua carriera principalmente al Vasco da Gama, nel quale è cresciuto ed ha militato per 8 anni (dal 1986 al 1994), vincendo 5 campionati carioca (1987, 1988, 1992, 1993 e 1994) e un campionato brasiliano (1989). Successivamente ha militato in diverse squadre brasiliane, oltre che nell'América de Cali (Colombia) e nell'Alianza Lima (Perù).

### Nazionale
Con l'Under-16 brasiliana ha partecipato alla prima edizione del mondiale di categoria, nel 1985, venendo nominato miglior giocatore del torneo; ha giocato anche per l'Under-20 e per la nazionale maggiore, anche se in quest'ultima non disputando alcuna partita.

## Statistiche

### Cronologia presenze e reti in nazionale
| Cronologia completa delle presenze e delle reti in nazionale ― Brasile under 16 | Cronologia completa delle presenze e delle reti in nazionale ― Brasile under 16 | Cronologia completa delle presenze e delle reti in nazionale ― Brasile under 16 | Cronologia completa delle presenze e delle reti in nazionale ― Brasile under 16 | Cronologia completa delle presenze e delle reti in nazionale ― Brasile under 16 | Cronologia completa delle presenze e delle reti in nazionale ― Brasile under 16 | Cronologia completa delle presenze e delle reti in nazionale ― Brasile under 16 | Cronologia completa delle presenze e delle reti in nazionale ― Brasile under 16 |
| Data                                                                            | Città                                                                           | In casa                                                                         | Risultato                                                                       | Ospiti                                                                          | Competizione                                                                    | Reti                                                                            | Note                                                                            |
| ------------------------------------------------------------------------------- | ------------------------------------------------------------------------------- | ------------------------------------------------------------------------------- | ------------------------------------------------------------------------------- | ------------------------------------------------------------------------------- | ------------------------------------------------------------------------------- | ------------------------------------------------------------------------------- | ------------------------------------------------------------------------------- |
| 31-7-1985                                                                       | Shanghai                                                                        | Qatar under 16                                                                  | 1 – 2                                                                           | Brasile under 16                                                                | Mondiali Under-16 1985                                                          | 1                                                                               | 65’                                                                             |
| 2-8-1985                                                                        | Shanghai                                                                        | Brasile under 16                                                                | 0 – 1                                                                           | Ungheria under 16                                                               | Mondiali Under-16 1985 - Fase a gironi                                          | -                                                                               | 39’                                                                             |
| 4-8-1985                                                                        | Shanghai                                                                        | Brasile under 16                                                                | 2 – 0                                                                           | Messico under 16                                                                | Mondiali Under-16 1985 - Fase a gironi                                          | 1                                                                               |                                                                                 |
| 7-8-1985                                                                        | Dalian                                                                          | Arabia Saudita under 16                                                         | 1 – 2                                                                           | Brasile under 16                                                                | Mondiali Under-16 1985 - Fase ad eliminazione diretta                           | 2                                                                               |                                                                                 |
| 9-8-1985                                                                        | Pechino                                                                         | Germania Ovest under 16                                                         | 4 – 3                                                                           | Brasile under 16                                                                | Mondiali Under-16 1985 - Fase ad eliminazione diretta                           | 1                                                                               | 65’                                                                             |
| 11-8-1985                                                                       | Pechino                                                                         | Brasile under 16                                                                | 4 – 1                                                                           | Guinea under 16                                                                 | Mondiali Under-16 1985 - Finale per il 3º posto                                 | -                                                                               |                                                                                 |
| Totale                                                                          |                                                                                 | Presenze                                                                        | 6                                                                               |                                                                                 | Reti                                                                            | 6                                                                               |                                                                                 |

## Palmarès

### Club

#### Competizioni statali
- Campionato Carioca: 5

Vasco da Gama: 1987, 1988, 1992, 1993, 1994

#### Competizioni nazionali
- Série A: 1

Vasco da Gama: 1989

### Individuale
- Miglior giocatore del mondiale Under-16 1985